# Gene Gnocchi
Gene Gnocchi, pseudonimo di Eugenio Ghiozzi (Fidenza, 1º marzo 1955), è un comico, cabarettista e conduttore televisivo italiano.

## Biografia
I suoi genitori, Ercole Ghiozzi, morto nel 1987, e Adriana Orlandelli, morta il 26 aprile 2024 a 91 anni, erano nativi di Fidenza. Il padre era sindacalista, mentre la madre gestiva il ristorante Antica Trattoria al Duomo e fondò un'azienda alimentare nel 1967, la Fratelli Gnocchi, che produce pasta fresca. Ha quattro fratelli e una sorella: Alberto, Elena, Federico, Andrea detto Andy, che gestiscono l'azienda di famiglia, e Charlie.

### Le origini
Dopo la laurea in Giurisprudenza all'Università degli Studi di Parma, per qualche anno si divide tra la carriera di avvocato e quella di frontman nel gruppo I Desmodromici.

### Le prime esperienze come cabarettista
Nei primi anni ottanta esordisce allo Zelig di Milano.

### Il successo televisivo
Dopo alcune apparizioni al Maurizio Costanzo Show, Gnocchi viene selezionato per lo show Emilio (1989). Nello stesso periodo è ospite al Gioco dei 9 condotto da Raimondo Vianello.
Successivamente forma un'affiatata coppia artistica con Teo Teocoli nella prima edizione di Scherzi a parte, nella sit-com I vicini di casa e nel varietà Mai dire Gol, che conduce nella stagione 1992-1993. L'anno seguente si ritira dalla trasmissione a causa di alcune incomprensioni con la Gialappa's Band. Nel 1994 realizza L'approfondimento per Rai 3, trasmissione nella quale, assieme alla sua stralunata famiglia, commenta e discute i fatti più importanti del giorno.

### La maturità artistica
Recita per Lina Wertmüller nel film Metalmeccanico e parrucchiera in un turbine di sesso e politica ed è protagonista di diversi spettacoli teatrali. Conduce varietà televisivi (Meteore, Striscia la notizia, Il Boom) e programmi di seconda serata, come Dillo a Wally (1997) e La grande notte (2002). È ospite fisso del programma Quelli che il calcio.
Nella primavera 2004 ha affiancato Amadeus nella prima edizione del reality Music Farm e Simona Ventura nella conduzione del Festival di Sanremo. Nel settembre 2008 passa all'emittente televisiva Sky (pur mantenendo la conduzione di Artù su Rai 2) per condurre Gnok Calcio Show la domenica pomeriggio.
Da gennaio 2010 partecipa ad alcune puntate del programma televisivo Zelig su Canale 5. Nel settembre 2010 torna a lavorare in Rai con il L'almanacco del Gene Gnocco in onda su Rai 3. Dalla stagione successiva è membro fisso del programma La Domenica Sportiva. Da gennaio 2012 collabora con R101 nel programma in onda dalle ore 10:00 alle 13:00 dal lunedì al venerdì.
In estate è ospite fisso alla trasmissione Rai Notti europee, condotta da Andrea Fusco e Simona Rolandi, in collegamento da Rimini. Dal 2017 cura la copertina comica del talk show politico Dimartedì, condotto da Giovanni Floris su LA7. Dal 2020 al 2023 passa a Quarta Repubblica su Rete Quattro mentre nel 2021 torna a Zelig. Nella stagione 2023/2024 è nel cast fisso di Citofonare Rai 2 (Rai 2), Chesarà... (Rai 3) e Tris per vincere (Tv8).
È autore di libri, non solo di genere comico.

### Il calcio
In gioventù Gene Gnocchi è stato un calciatore di Serie C: fu riserva nel 1972-1973 dell'Alessandria, per poi militare nei campionati dilettantistici della FIGC, con le maglie del Guastalla, Fidenza, Castiglione, Fiorenzuola (con cui ottenne una promozione nel Campionato Interregionale), Viadanese, Busseto e Vigolzone.
Il calcio fu presente anche nella sua carriera di comico: durante l'edizione 2006-2007 della trasmissione televisiva Quelli che il calcio lanciò una sfida all'intero mondo del pallone, chiedendo l'ingaggio, e un conseguente gettone di presenza, ad una qualsiasi squadra calcistica di Serie A. Cinque squadre (Atalanta, Bologna, Parma, Siena e Torino) risposero positivamente; alla fine il Parma, il 23 marzo 2007, gli offrì un contratto bimestrale da 3000 euro. Gnocchi venne a tutti gli effetti tesserato e inserito in rosa con il numero 52, indicante la sua età, e lo pseudonimo Gnoccao sulla maglia, tuttavia non riuscì a giocare neanche una partita in quell'annata, per via della difficoltà che il Parma incontrò nella lotta per la salvezza. Ciò nonostante i ducali confermarono il calciatore in rosa per il campionato successivo, ma anche in quella stagione non scese mai in campo.
L'iniziativa si ripropose due anni dopo, quando venne tesserato dal Genoa nel febbraio 2009, ma anche in questa occasione non disputò partite ufficiali. Sia a Parma che a Genova, qualora avesse giocato in una partita di campionato, sarebbe stato il più anziano calciatore di sempre a calcare i campi della Serie A. Nel 2009 disputò una giornata di allenamento anche con Napoli e Bari, mentre i sammarinesi del Tre Fiori proposero il suo tesseramento per i preliminari di Champions League, che però venne rifiutato dalla Federazione poiché considerato lesivo nei confronti del movimento calcistico sammarinese.

## Vita privata
Dal primo matrimonio con Gianna Cassani ha avuto nel 1982 il primo figlio, Ercole, e successivamente i figli Silvia e Marcello. Nel 2013 è diventato padre di Irene e nel 2018 di Livia, avute dalla seconda moglie Federica Baroncini, di qualche anno più giovane.
Il comico si definisce ateo riguardo la questione religiosa. La passione sportiva verso alcuni fuoriclasse della racchetta lo induce a praticare tennis pure in età avanzata: in passato il comico era ammiratore di Roger Federer, poi è diventato tifoso di Jannik Sinner.

## Procedimenti giudiziari
Nell'aprile 1997 Gene Gnocchi venne indagato per aver preteso dieci milioni di lire in più per una telepromozione per il marchio Philips durante la trasmissione Il processo del lunedì su Rai 3 nel 1994.

## Televisione
- Emilio (Italia 1, 1989-1990)
- Il gioco dei 9 (Canale 5, 1990-1992)
- Sapore di mare (Canale 5, 1991)
- Mai dire Gol (Italia 1, 1992-1993)
- Scherzi a parte (Italia 1, 1992; Canale 5, 1993)
- Gran Galà della Musica (Canale 5, 1993)
- Festival Italiano 1993 (Canale 5, 1993)
- Quelli che il calcio (Rai 3, 1993-1995; Rai 2, 2001-2007)
- L'approfondimento (Rai 3, 1994)
- Il processo del lunedì (Rai 3, 1994-1995)
- I cervelloni (Rai 1, 1994)
- Scherzi a parte Top 10 (Canale 5, 1995)
- Il Boom (Canale 5, 1996)
- Arte e Gnocchi alla Biennale (Canale 5, 1997)
- Dillo a Wally (Italia 1, 1997-1998)
- Striscia la notizia (Canale 5, 1997-1999)
- Doppio lustro (Canale 5, 1998)
- Guida al campionato (Italia 1, 1998-2000)
- Meteore (Italia 1, 1998-1999)
- San Silvestro Superstar (Italia 1, 1998)
- Comici (Italia 1, 1999)
- Strano ma vero - Alla faccia dell'ornitorinko (Italia 1, 2000)
- Perepepè (Rai 2, 2000-2001)
- La grande notte del lunedì sera (Rai 2, 2002-2003)
- Festival di Sanremo (Rai 1, 2004)
- Music Farm (Rai 2, 2004)
- Buono a sapersi (RaiSat Extra, 2005)
- Tg Duel (Rai 2, 2005-2006)
- Artù (Rai 2, 2007-2008)
- Gnok Calcio Show (Sky Sport 1, 2008-2010)
- Zelig (Canale 5, 2010-2014, 2016, 2021)
- L'almanacco del Gene Gnocco (Rai 3, 2010-2011)
- In onda (LA7, 2011)
- La Domenica Sportiva (Rai 2, 2011-2014)
- Notti Europee (Rai 1, 2012)
- Il bello del calcio (Canale 21, 2014-2015)
- Il Pallettaro (Supertennis, 2015)
- Techetechete' (Rai 1, 2015) Puntata 9
- Il rompipallone (Gazzetta TV, 2015-2016)
- Matrix Chiambretti (Canale 5, 2016-2018)
- Quinta colonna (Rete 4, 2016-2017)
- Lo scherzo perfetto (Italia 1, 2017)
- diMartedì (LA7, 2017-2020)
- Radio Molla (Zelig TV, 2019)
- Quarta Repubblica (Rete 4, 2020-2023)
- Partita del cuore (Canale 5, 2021)
- Citofonare Rai 2 (Rai 2,  2023-2025)
- chesarà... (Rai 3, 2024)
- Tris per vincere (Tv8, 2024)
- Donne sull'orlo di una crisi di nervi (Rai 3, 2024)

## Filmografia

### Cinema
- Cuori al verde, regia di Giuseppe Piccioni (1996)
- Metalmeccanico e parrucchiera in un turbine di sesso e politica, regia di Lina Wertmüller (1996)
- Il rosso e il blu, regia di Giuseppe Piccioni (2012)

### Televisione
- I vicini di casa – serie TV (1991-1992)
- Occhio di falco – serie TV (1996)

### Cortometraggi
- Evil Selfie, regia di Eros Bosi, Luca Alessandro e Luigi Nappa (2016)

### DVD
- Il calcio nel pallone (2004)

## Teatro
- Diventare Torero (1989-1990)

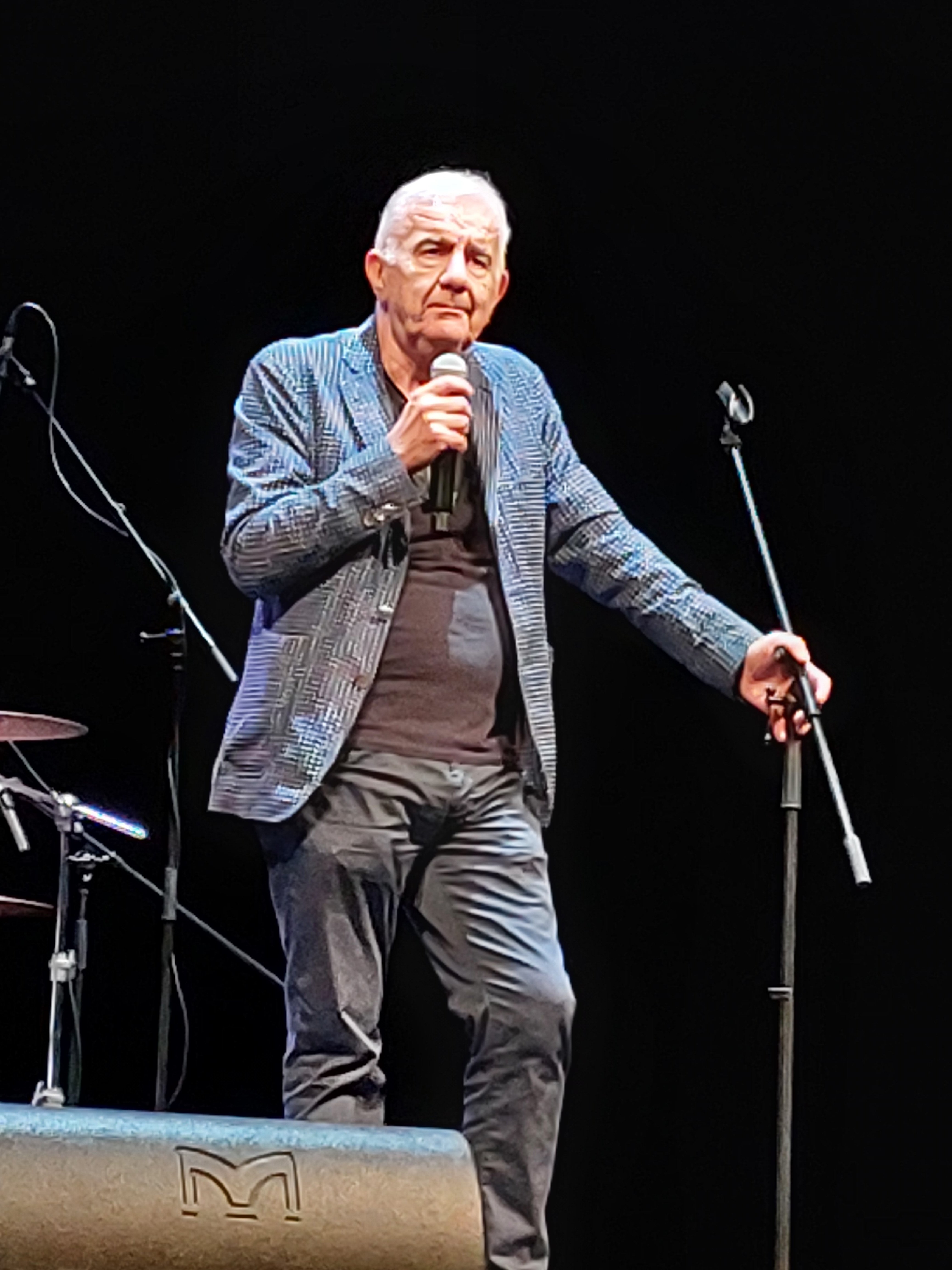
Gene Gnocchi, durante Sconcerto Rock al Teatro Ponchielli di Cremona, 31 dicembre 2023

- Gene Gnocchi e i Desmodromici (1989-1992)
- Tutta questa struttura è suscettibile di modifica, regia di Antonio Syxty (1995-1997)
- Santo Sannazzaro fa una roba sua, di Gene Gnocchi e Francesco Freyre, regia di Daniele Sala (1998-1999)
- La responsabilità civile dei bidelli durante il periodo estivo, di Gene Gnocchi e Francesco Freyre, regia di Daniele Sala (2000-2008)
- La constatazione amichevole nei tamponamenti tra mietitrebbie, di Gene Gnocchi e Francesco Freyre, regia di Gerard Livon (2002-2005)
- La neve e l'arte di scioglierla senza farla bollire, di Gene Gnocchi e Francesco Freyre, regia di Margherita Mireira (2005-2011)
- Cose che mi sono capitate, di Gene Gnocchi, Francesco Freyre e Ugo Cornia, regia di Massimo Navone (2008-2010)
- Cose che mi sono capitate...a mia insaputa, di Gene Gnocchi, Francesco Freyre e Ugo Cornia, regia di Massimo Navone (2010-2011)
- Cose che mi sono capitate...ancora, di Gene Gnocchi, Francesco Freyre e Ugo Cornia, regia di Massimo Navone (2011-2017)
- Radio Gnocchi DJ set (No MTV Music Awards!), di Gene Gnocchi e Ercole Ghiozzi (2013-2016)
- Sconcerto Rock, di Luciano Manuzzi, musiche di Diego Cassani, adattamento e regia di Gene Gnocchi (2016-2019, 2022)
- Il Procacciatore, di Gene Gnocchi e Simone Benedetti, regia di Gene Gnocchi (2017-2019)
- Se non ci pensa Dio ci penso io, di Gene Gnocchi, regia di Marco Caronna (dal 2021)
- Il movimento del nulla, di Gene Gnocchi, autore dello spettacolo insieme a Luca Fois, Massimo Bozza e Cristiano Micucci. Sul palco anche l’attore Diego Cassani (dal 2023)

## Discografia

### Album in studio
- 1992 – Antonella Pasqualotto Novenovesetteotto (con Charlie Gnocchi (chitarra), Marco Trombolato (basso), Valerio Dotti (batteria), Fulvio Barella e Rossano Cacciali (cori), come Gene Gnocchi And The Getton Boys, CD/LP/MC, EMI)
- 2014 – Un Toy Boy per Maria Elena Boschi (con Charlie Gnocchi e Andy Gnocchi, CD/digitale, Azzurra Music; ristampato con il titolo Ba Ba Lotelli Mundial per Daspao)

### Singoli
- 1989 – Emilio/Emilo (strumentale) (con Zuzzurro e Gaspare, Teo Teocoli, Giorgio Faletti, Silvio Orlando, Enrico Beruschi, Giannina Facio, Laura Della Siega e Athina Cenci, come La Redazione di Emilio, 7'', Five Record)
- 1992 – Giura Che Non È Silicone (feat. Cesareo) (con Charlie Gnocchi (chitarra), Marco Trombolato (basso), Valerio Dotti (batteria), Fulvio Barella e Rossano Cacciali (cori), come Gene Gnocchi And The Getton Boys, 12”, EMI)
- 2005 – Capalbio (con Charlie Gnocchi, come Gnocchi Degenerati, CD singolo, Universo)

## Libri
- Una lieve imprecisione, Milano, Garzanti, 1991, ISBN 88-11-65210-3.
- Stati di famiglia, Torino, Coralli Einaudi, 1993, ISBN 88-06-13300-4.
- Il Signor Leprotti è sensibile, Torino, Einaudi, 1995, ISBN 88-06-13889-8.
- Il culo di Sacchi, Torino, Zelig Editore, 1995, ISBN 88-86471-04-1.
- Gene Gnocchi e Mauro Bellei, La casa di chi, Genova, Il Nuovo Melangolo, 1996, ISBN 88-7018-321-1.
- Il mondo senza un filo di grasso. Dizionario delle impressioni del mondo licenziate dall'autore senza il consenso del mondo, Milano, Bompiani, 1997, ISBN 88-452-3182-8.
- Sistemazione provvisoria del buio, Torino, Einaudi, 2001, ISBN 88-06-15704-3.
- Gene Gnocchi e Francesco Freyrie, Sai che la Ventura dal vivo è quasi il doppio?, Torino, Stile Libero Einaudi, 2002, ISBN 88-06-16367-1.
- Gene Gnocchi e Luca Cardinalini, Presidenti. Massimo Moratti e altri 51 fanatici del calcio messi in riga da Luca Cardinalini con un assist di Gene Gnocchi, Roma, Gallucci, 2003, ISBN 88-88716-03-3.
- L'invenzione del balcone, Milano, Bompiani, 2011, ISBN 978-88-452-6816-8.
- Petuccioni Primordiali. Curiosity e i puffi di Fabri Fibra, Bologna, Area51 Publishing, 2012, ISBN non esistente. (solo ebook)
- Il Gene dello Sport. Tutto quello che avreste voluto sapere sullo sport e avete osato chiedere, Milano, Bompiani, 2013, ISBN 978-88-452-7292-9.
- Cosa fare a Faenza quando sei morto, Milano, Bompiani, 2015, ISBN 978-88-452-7875-4.
- Il petauro dello zucchero. Dizionario essenziale per non diventare come quello là, Milano, La nave di Teseo, 2017, ISBN 978-88-9344-366-1.
- Il gusto puffo, Milano, Solferino, 2021, ISBN 978-88-282-0610-1.
- Tennispedia. Tutto quello che dovreste sapere sul tennis spiegato da chi ne sa meno di voi, Bologna, Edizioni Pendragon, 2022, ISBN 978-88-3364-408-0.

## Radio
- Sportello Centounico (R101, 2011-2013)

## Editoria
Dal 14 febbraio 2006 tiene la rubrica Il rompipallone sulla prima pagina del quotidiano La Gazzetta dello Sport.

## Videogiochi
- 2012 – Gnok Invaders (per App Store)